# Куп шампиона КОНМЕБОЛ—УЕФА
Куп шампиона КОНМЕБОЛ—УЕФА, раније познат као Куп европских/јужноамеричких нација или једноставно као Трофеј Артемио Франки, званична је фудбалска утакмица у облику суперкупа коју организују КОНМЕБОЛ и УЕФА и у којој се такмиче победници Копа Америке и Европског првенства. Организује се на сваке четири године и представља репрезентативни еквивалент некадашњем Интерконтиненталном купу где су играли клупски шампиони Европе и Јужне Америке. Такмичење је било одржано два пута, 1985. и 1993. године, након чега је прекинуто. Поново је покренуто почевши од 2022. године, под колоквијалним називом Финалисима, након потписивања меморандума о разумевању између КОНМЕБОЛ-а и УЕФА.

## Историја

### Прва издања и укидање
Основан 1985. као Куп европских/јужноамеричких нација, називан је и „Артемио Франки Трофеј” због трофеја такмичења, названог по покојном Артемију Франкију, бившем председнику УЕФА који је погинуо у саобраћајној несрећи 1983. године. Организован је у сарадњи између КОНМЕБОЛ-а и Европске конфедерације у формату интерконтиненталног суперкупа. Такмичење је било репрезентативни еквивалент некадашњем Интерконтиненталном купу где су играли победници Купа европских шампиона/УЕФА Лиге шампиона и Купа либертадорес. Такмичење је требало да се одржава сваке четири године, а место одржавања наизменично између Европе и Јужне Америке. Први пут је одиграно 1985. између победника Европског првенства 1984, Француске, и победника Копа Америке 1983, Уругваја. Француска је била домаћин меча на Парку принчева у Паризу и победила је резултатом 2:0. Такмичење није одржано четири године касније, пошто Холандија (победник Европског првенства 1988) и Уругвај (победник Копа Америке 1987) нису могли да се договоре око датума утакмице. Следеће издање одржано је 1993. између победника Копа Америке 1991, Аргентине, и победника Европског првенства 1992, Данске. Аргентина је била домаћин меча на стадиону Хосе Марија Минеља у Мар дел Плати и победила је резултатом 5:4 на пенале, након ремија 1:1 после продужетака. Такмичење је након тога прекинуто.
Артемио Франки Трофеј може се сматрати претходником Купа краља Фада/Купа конфедерација, који је први пут одигран 1992. године и који је организовала ФИФА од његовог трећег издања 1997. године. Такмичење је укључивало освајаче континенталних шампионата и Светског првенства. Након Купа конфедерација 2017, ФИФА је 15. марта 2019. објавила да ће тај турнир бити укинут.

### Поновно покретање
УЕФА и КОНМЕБОЛ су 12. фебруара 2020. потписале обновљени меморандум о разумевању чији је циљ унапређење сарадње између ове две организације. Као део споразума, заједнички комитет УЕФА−КОНМЕБОЛ испитао је могућност организовања интерконтиненталних утакмица између Европе и Јужне Америке, како за мушки тако и за женски фудбал и за различите старосне групе. УЕФА и КОНМЕБОЛ су 28. септембра 2021. потврдили да да ће се победници Европског првенства и Копа Америке суочити један против другог у интерконтиненталној утакмици, при чему је споразум првобитно покривао три издања почевши од 2022. године. Дана 15. децембра 2021. УЕФА и КОНМЕБОЛ су поново потписали обновљени меморандум о разумевању који ће трајати до 2028. године, који је укључивао посебне одредбе о отварању заједничке канцеларије у Лондону и потенцијалној организацији разних фудбалских догађаја. УЕФА је 22. марта 2022. објавила да ће „Куп шампиона КОНМЕБОЛ—УЕФА” бити нови назив за Артемио Франки Трофеј.
Утакмицу 2022, познату као „Финалисима”, одиграли су победник Европског првенства 2020, Италија, и победник Копа Америке 2021, Аргентина, на стадиону Вембли у Лондону. Аргентина је победила са 3:0 и тако освојила своју другу титулу.

## Резултати
| Година | Домаћин   |             | Победник                                                                 | Резултат и место одржавања | Финалиста |
| 1985.  | Француска | · Француска | 2 : 0 Парк принчева, Париз                                               | · Уругвај                  |           |
| 1993.  | Аргентина | · Аргентина | 1 : 1 (п. с. н.) (5 : 4, пен.) Стадион Хосе Марија Минеља, Мар дел Плата | · Данска                   |           |
| 2022.  | Енглеска  | · Аргентина | 3 : 0 Вембли, Лондон                                                     | · Италија                  |           |

## Статистика

### Најуспешнији национални тимови
| Тим       | Победник       | Финалиста |
| --------- | -------------- | --------- |
| Аргентина | 2 (1993, 2022) | —         |
| Француска | 1 (1985)       | —         |
| Уругвај   | —              | 1 (1985)  |
| Данска    | —              | 1 (1993)  |
| Италија   | —              | 1 (2022)  |

### Резултати по конфедерацији
| Конфедерација | Победник | Финалиста |
| ------------- | -------- | --------- |
| КОНМЕБОЛ      | 2        | 1         |
| УЕФА          | 1        | 2         |